# San Juan Bautista lo de Soto
San Juan Bautista lo de Soto è un comune del Messico, situato nello stato di Oaxaca.